# Ouest Guji
La zone Ouest Guji (en oromo : Gujii Dhihaa) est une zone récente de la région Oromia en Éthiopie. Son centre administratif est Bule Hora.
Limitrophe de la région des nations, nationalités et peuples du Sud, elle est entourée par les zones Wolayita, Gamo,  Amaro et Burji à l'ouest et par la zone Gedeo au nord-est. Elle est bordée de plus au nord par la région Sidama, au sud-est par la zone Guji de la région Oromia et au sud par la zone Borena de la région Oromia.
La zone reprend approximativement le territoire des anciens woredas Gelana Abaya et Hagere Mariam.
Elle regroupe des woredas qui ont fait partie des zones Borena ou Guji dans les années 2010 et se composerait actuellement de dix woredas :
- Abaya, transféré de la zone Borena ;
- Birbirsa Kojowa[à vérifier] ;
- Bule Hora, woreda transféré de la zone Borena ;
- Bule Hora, ville-woreda détachée récemment du woreda précédent[4]  ;
- Dugda Dawa, transféré de la zone Borena ;
- Gelana, transféré de la zone Borena ;
- Hambela Wamena, transféré de la zone Guji ;
- Kercha, transféré de la zone Guji ;
- Malka Soda, détaché de Bule Hora et transféré de la zone Borena ;
- Suro Berguda[à vérifier].

D'après la population recensée en 2007 par l'agence centrale de la statistique d'Éthiopie dans les woredas concernés, 918 866 personnes habitaient la future zone Ouest Guji en 2007[à vérifier],.
En 2022, la population est estimée à 1 325 443 personnes sur le même périmètre[à vérifier],.